# William P. Sheffield
William P. Sheffield (New Shoreham, 1820. augusztus 30. – Newport, 1907. június 2.) az Amerikai Egyesült Államok szenátora (Rhode Island, 1884–1885).